# القصر الكبير (باريس)

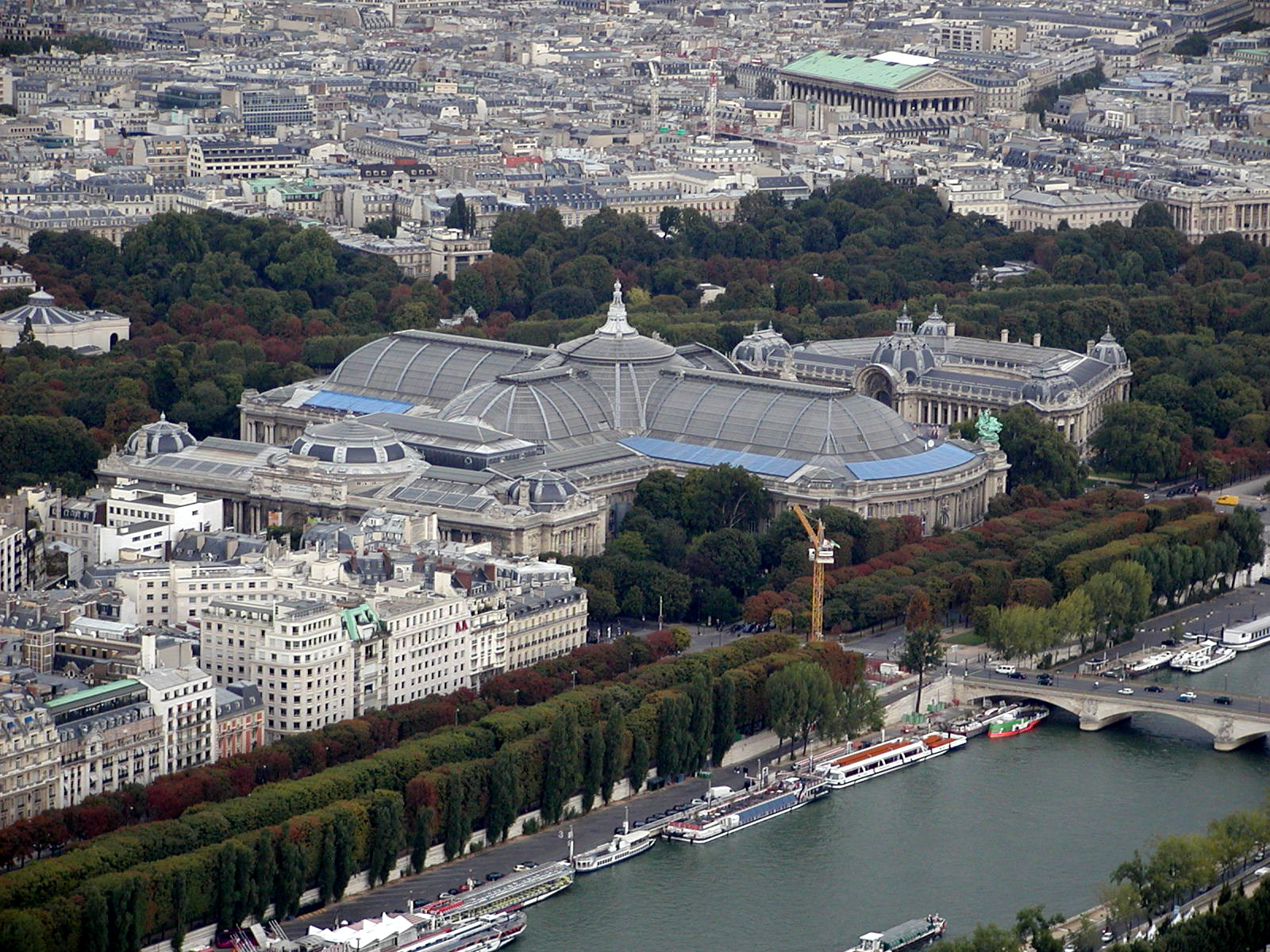

القصر الكبير Grand Palais هو موقع تاريخي ضخم يشمل قاعة عرض ومتحف ملحق، يقع على شارع الشانزليزيه في الدائرة الثامنة في العاصمة الفرنسية باريس.
بدأ بناء القصر الكبير في عام 1897 بعد هدم قصر الصناعة كجزء من الاستعدادات لإقامة المعرض العالمي عام 1900، ومن تلك الاستعداد أيضا بناء القصر الصغير المتاخم له وجسر ألكسندر الثالث.

## مقالات ذات صلة
- قائمة قصور باريس